# Hyltenasjö
Hyltenasjö är en sjö i Markaryds kommun i Småland och ingår i Lagans huvudavrinningsområde. Sjön har en area på 0,138 kvadratkilometer och ligger 131,4 meter över havet.

## Delavrinningsområde
Hyltenasjö ingår i det delavrinningsområde (626844-135577) som SMHI kallar för Mynnar i Lagan Dämningsområde. Medelhöjden är 127 meter över havet och ytan är 29,97 kvadratkilometer. Det finns inga avrinningsområden uppströms utan avrinningsområdet är högsta punkten. Sjöaredsbäcken som avvattnar avrinningsområdet har biflödesordning 2, vilket innebär att vattnet flödar genom totalt 2 vattendrag innan det når havet efter 41 kilometer. Avrinningsområdet består mestadels av skog (74 procent). Avrinningsområdet har 0,14 kvadratkilometer vattenytor vilket ger det en sjöprocent på 0,5 procent.